# Garypus granosus
Espèce
Garypus granosus est une espèce de pseudoscorpions de la famille des Garypidae.

## Distribution
Cette espèce est endémique des îles Galápagos en Équateur.

## Description
Les mâles mesurent de 3,9 à 4,5 mm et les femelles de 4,5 à 5,5 mm.

## Publication originale
- Mahnert, 2014 : Pseudoscorpions (Arachnida: Pseudoscorpiones) from the Galapagos Islands (Ecuador). Revue Suisse de Zoologie, vol. 121, no 2, p. 135-210 (texte intégral).